# Alison Spittle
Alison Spittle es una comediante, escritora de comedia, productora de radio y actriz irlandesa. Ha trabajado para iRadio, RTÉ Radio 1 y Newstalk y ha creado sketches para Republic of Telly y ha escrito y protagonizado su comedia RTÉ2 Nowhere Fast en 2017. Es la presentadora y creadora del podcast Alison Spittle Show presentado por HeadStuff Podcast Network.

## Primeros años
Spittle nació en Harrow, Londres. El padre de Spittle era constructor. La familia se mudaba con frecuencia, incluso a Dresde, Alemania, antes de mudarse a la casa ancestral de la madre de Spittle en el Condado de Westmeath, Tyrrellspass, Mullingar y finalmente Ballymore a los ocho años. Asistió a la escuela secundaria en Moate.

## Carrera
Spittle se graduó en la universidad de Dublín y se mudó de vuelta a Westmeath, donde trabajó como investigadora para iRadio con el comediante Bernard O'Shea. Comenzó a trabajar en comedia, apoyando a PJ Gallagher. Esto la llevó a participar en las eliminatorias irlandesas de So You Think You're Funny, clasificándose para las rondas en Edimburgo. Gracias a este éxito, consiguió un lugar como invitada en la sección "Happy Hour" del John Murray Show RTÉ Radio 1.
Sus programas de comedia incluyen Alison Spittle Needs an Agent, Alison Spittle Discovers Hawaii (2015), y Worrier Princess (2017). Ha actuado en los festivales fringe de Edimburgo y Dublín, así como en los festivales The Forbidden Fruit y Cork Comedy.
Spittle escribió y protagonizó cortos de comedia web para RTÉ Two y sketches para Republic of Telly con Kevin McGahern.
Fue colaboradora habitual de The Right Hook con George Hook en Newstalk. También es una copresentadora habitual y muy querida del podcast The Guilty Feminist con Deborah Francis-White.
Apareció en la película de comedia Extra Ordinary del 2019.
En 2020, ella y su colega comediante Fern Brady iniciaron un podcast para la BBC llamado Wheel of Misfortune. Brady dejó el podcast a principios de 2021 y Spittle presentó el programa con invitados hasta que Kerry Katona se convirtió en copresentadora permanente en noviembre de 2022.

### Nowhere Fast
En 2017, coescribió la comedia de seis capítulos Nowhere Fast con su novio Simon Mulholland. La serie fue dirigida por Simon Gibney. El programa muestra a Angela (interpretada por Spittle) regresando a Ballybeag en la región central, después de haber perdido su trabajo en un programa de radio en Dublín luego de un caso de difamación de alto perfil. La serie comenzó en noviembre de 2017 y, en general, fue bien recibida por la crítica y los espectadores.

## Vida personal
En enero de 2022, Alison anunció que había abandonado todas las redes sociales después de comer pollo rosado y darse cuenta de que necesitaba cambiar su vida.